# Chrysobothris gloriosa
Chrysobothris gloriosa es una especie de escarabajo del género Chrysobothris, familia Buprestidae. Fue descrita científicamente por Fisher en 1922.